# Too Short
Todd Anthony Shaw (Los Angeles, 28 april 1966), beter bekend als Too Short, is een Amerikaans rapper. Hij is een van de pionier rappers van de West Coast-hiphop. Hij heeft een belangrijke bijdrage geleverd aan de Pimp cultuur in de scène, en is een van de weinige artiesten die erin slaagde om zes albums op een rij geproduceerd te hebben die platina status hebben bereikt.

## Biografie
Too Short is een van de pioniers van de westkust geluid in hiphop. In zijn eerste opnamen gebruikte hij de drumcomputer TR-808 en TR-909. Met zijn album van 1989, Life Is...Too $hort, begon hij funk en blues geluiden te gebruiken, de geboorte van de muzikale stijl met de naam Mobb, oorspronkelijk uit San Francisco Bay. In de vroege jaren 1980, begon Too Short met produceren met zijn schoolvriend Freddie B. In 1986, stichtten Too Short en Freddie B de Dangerous Music platenlabel dat de regionale muziek verdeeld. Dangerous Music is hernoemd naar Short Records, en is momenteel bekend als Up All Nite Music.
Latere werk was in de eerste plaats samenwerking, met inbegrip van werk met Tupac Shakur, The Notorious B.I.G., en Scarface. Een van zijn opmerkelijke samenwerkingen in deze periode was in het nummer "The World Is Filled..." op de klassieke Notorious B.I.G. album Life After Death, hij komt binnen op de derde vers na Puff Daddy en Biggie. Het album stelde hem voor aan een breder publiek, als gevolg van zijn typische stijl dat sterk contrasteert met de maffia thema van het album. Hij verscheen ook op TWDY's hitsingle "Holiday Player's" van hun 1999 debuutalbum Derty Werk, alsmede de Priority Records compilatie Nuthin but a Gangsta Party. Na deze verschijningen, begon hij te werken aan zijn elfde album, Can 't Stay Away. Het album bevat gastoptredens van 8Ball & MJG, Jay-Z, Jermaine Dupri, Puff Daddy, E-40, Daz Dillinger, Lil' Jon, Soopafly, Scarface en B-Legit. Too Short verhuisde naar Atlanta in 1994, en begon te werken met een meer divers aanbod van artiesten zoals Twista en Lil' Jon.
In 2004, verscheen zijn eerdere 1990 single "The Ghetto" op de populaire videospel Grand Theft Auto: San Andreas, spelend op het radiostation Radio Los Santos. Voor zijn volgende album uit 2006, Blow the Whistle, maakte Too Short nu gebruik van de nieuwe opkomende hyphy rapmuziek dat afkomstig is uit zijn oorspronkelijke thuisbasis in Oakland.
In 2011 nam hij samen met Wiz Khalifa het nummer On my level op. Het nummer werd een grote hit.

## Discografie
Albums
- 1987: Born to Mack
- 1989: Life Is... Too Short
- 1990: Short Dog's in the House
- 1992: Shorty The Pimp
- 1993: Get in Where You Fit In
- 1995: Cocktails
- 1996: Gettin' It
- 1999: Can't Stay Away
- 2000: You Nasty
- 2001: Chase the Cat
- 2002: What's My Favorite Word?
- 2003: Married to the Game
- 2006: Blow the Whistle
- 2007: Get off the Stage
- 2010: Still Blowin'
- 2012: No Trespassing
- 2018: The Pimp Tape